# 下長岡駅
下長岡駅（しもながおかえき）は、かつて新潟県長岡市愛宕にあった越後交通栃尾線の駅である。1975年（昭和50年）4月1日、栃尾線の全線廃止により廃駅となった。
晩年は車庫などが当駅構内へ移設され、当駅-悠久山間の区間列車も多く設定されるなど、同線の拠点的役割を担っていた。

## 歴史
- 1915年（大正4年）6月5日 - 栃尾鉄道による当駅 - 浦瀬間延伸開業に伴い開業。
- 1937年（昭和12年）-1946年（昭和21年） - このいずれかの時期に悠久山側へ0.2km移転する。
- 1956年（昭和31年）11月20日 - 社名変更に伴い栃尾電鉄の駅となる。
- 1960年（昭和35年）10月1日 - 長岡鉄道、中越自動車との3社合併により越後交通の駅となる。
- 1967年（昭和42年）11月1日 - 栃尾線管理事務所・乗務員区・車庫・車両工場が長岡駅から移設される。
- 1975年（昭和50年）4月1日 - 栃尾線の全線（長岡 - 上見附間）廃止により廃駅となる。

## 駅跡
駅跡地は越後交通のグループ企業「越後交通工業」本社の敷地となっている。かつての駅構内は駐車場等になっていてホームや線路は撤去されているが、鉄道運行当時の検車庫が同社の倉庫兼作業場に転用されて現存するほか、架線柱も数本残っている。上見附方の線路はこの後、信越線の線路沿いから右にそれ、栖吉川と福島江用水路を渡って下新保駅に至る。なお、栖吉川を渡る手前には線路が栖吉川を渡る築堤跡が見られ、現在では琴平公園として公園の中に遊歩道として残っているほか、川を渡る部分には公園からの延長として下新保駅方（新保地区）に渡られるように遊歩道専用の橋が架けられている。専用の橋が出来るまでは鉄橋の橋脚を見ることが出来た。
| 栖吉川橋梁の桁が撤去されて橋脚だけが残っていた頃。（2003年8月24日撮影） |  | 鉄道時代の橋脚を利用して遊歩道の桁が架けられた。（2008年12月20日撮影） |
| 栖吉川橋梁の桁が撤去されて橋脚だけが残っていた頃。（2003年8月24日撮影） |  | 鉄道時代の橋脚を利用して遊歩道の桁が架けられた。（2008年12月20日撮影） |

## 駅周辺
住宅地で上越新幹線の高架、JR信越本線がすぐ傍を通る。地名は長岡市愛宕ないしは東栄（ひがしさかえ）。
2011年現在の周辺施設は以下のとおり。
- 国道8号（長岡バイパス）（歩道・車道ともに「愛宕地下道」としてこの画像の下をトンネルで通る）
- 長岡労働基準監督署（建物は現存するが、機能自体は千歳にある長岡税務署等が入った合同庁舎に移転）
- 長岡市立北部保育園
- 長岡和光幼稚園
- 愛宕神社・愛宕公園
- 長興寺
- 長因寺
- 正楽寺
- 栄涼寺（長岡藩 河井継之助の墓がある）
- 三・八の市

## 隣の駅
越後交通
栃尾線（廃止）
東神田駅 - 下長岡駅 - 下新保駅

## その他
当駅から西新町への支線の計画が存在したが、1958年に免許が失効している。なお西新町には長岡市営無軌条電車の開通が計画されていた。